# Basket Croix Rousse Olympique Lyon
Il Basket Croix Rousse Olympique Lyon è una società cestistica avente sede a Lione, in Francia.

## Storia
Fondata nel 1927 raggiunse per la prima volta la massima serie del campionato francese nella stagione 1974-75, rimanendovi per 10 stagioni, e partecipando alla Coppa Korać 1992-93. A partire dal 1996 la squadra ha continuato a militare nelle serie inferiori.